# Морской Супермен и Очкарик
Морской Супермен и Очкарик (англ. Mermaid Man and Barnacle Boy, также встречаются такие переводы как Человек-Русалка и Мальчик-Моллюск и Морской Герой и Прилипала) — одни из персонажей американского мультсериала «Губка Боб Квадратные Штаны». Они являются двумя пожилыми супергероями, которые живут в доме престарелых и являются звёздами любимого телевизионного шоу Губки Боба и Патрика. Были придуманы морским биологом и художником-мультипликатором Стивеном Хилленбергом, а озвучены Эрнестом Боргнайном и Тимом Конуэем.

## Роль в мультсериале «Губка Боб Квадратные Штаны»
Морской Супермен и Очкарик — два пожилых супергероя, живущих в вымышленном городе Бикини Боттом. Они — единственные известные люди в мультсериале, которые могут дышать под водой и взаимодействовать с обитателями Бикини Боттом. В дополнение к борьбе с преступностью, дуэт широко франшизирован по всему Бикини Боттом, учитывая телесериал «Приключения Морского Супермена и Очкарика», продолжительную серию комиксов, коллекционные карточки и даже детскую еду в «Красти Краб». Сейчас они проживают в доме престарелых «Тенистые отмели» (англ. Shady Shoals Retirement Home), но затем вышли из пенсии и перебрались обратно в свой тайный штаб благодаря своим двум поклонникам, Губке Бобу и Патрику.
Морской Супермен изображается как типичный старик со старческим маразмом, страдающий от плохого слуха, ожирения и лёгкой потери памяти. В молодости Супермен имел мускулистое телосложение, но, постарев, перестал быть в форме. В отличие от своего друга-напарника, Очкарика, он менее ворчлив и более терпим к оптимизму Губки Боба, но только до определённой степени, поскольку промахи Боба уже приводили к серьёзным последствиям в прошлом. Несмотря на это, Морской Супермен сохранил некоторые из своих способностей как опытный борец с преступностью, хотя некоторые из них были комично смещены, чтобы отразить стереотипы, связанные с его возрастом.
Очкарик изображается как 68-летний недооценённый напарник Морского Супермена. По характеру Очкарик ворчливый и слегка раздражительный; отличается задумчивым, капризным нравом и раздражением из-за рассеянного поведения Супермена. Вечно недоволен тем, что Супермен будучи в преклонном возрасте обращается с ним, как с ребёнком. Как внешне, так и по характеру, поразительно похож на Сквидварда. А также по совместительству, у него есть сын, невестка и четверо внуков.

## Создание

### Озвучивание
Морской Супермен и Очкарик были озвучены актёрами Эрнестом Боргнайном и Тимом Конуэем, совместно участвовавшие в телесериале 60-х «Флот МакХэйла». Создатель мультсериала Стивен Хилленберг назвал гостевые выступления актёров «очень фантастическими». По словам руководителя кастинга Дженни Моники Хаммонд, Хилленберг и Дерек Драймон уже решили, что они хотят дать Боргнайну и Конуэю роль супергероев, учитывая их любовь к «Флоту МакХэйла». Стив и Дерек обратились к актёрам, и двоица сразу согласилась.
При первоначальном озвучивании Морского Супермена голос Боргнайна надломился, когда он произносил «ЗЛО!». Боргнайн описал работу в озвучивании как «кражу денег», в то время как «ваш голос становится актёром, вы оживляете персонажа своим голосом». Молодой Морской Супермен был озвучен Томом Кенни в серии первого сезона «Морской Супермен и Очкарик» и Адамом Уэстом в серии седьмого сезона «Назад в прошлое»; молодой Очкарик был озвучен Бертом Уордом. В видеоиграх Employee of the Month и Battle for Bikini Bottom Супермен был озвучен Джо Уайтом, а в Lights, Camera, Pants! и Creature from the Krusty Krab — Джо Аласки.
8 июля 2012 года Боргнайн скончался от почечной недостаточности в возрасте 95 лет. После смерти Боргнайна Nickelodeon почтил его двухчасовым марафоном «Губки Боба» с эпизодами, посвящёнными его персонажу. Ввиду смерти актёра Морской Супермен и Очкарик были «вырезаны» из сериала — они продолжают появляться в мультсериале, но в качестве неговорящих ролей, а также в виде игрушек и на плакатах.
27 сентября 2018 года Винсент Уоллер, шоураннер мультсериала, подтвердил, что Конуэй больше не будет повторять свою роль Очкарика. Уоллер сказал:
«У мистера Конуэя проблемы со здоровьем. Он принял участие во втором фильме Губки Боба и озвучил чайку, но это было нелегко для него»
14 мая 2019 года Тим Конуэй умер от гидроцефалии нормального давления.